# Сан-Кристобаль-де-Сеговія
Сан-Кристобаль-де-Сеговія (ісп. San Cristóbal de Segovia) — муніципалітет в Іспанії, у складі автономної спільноти Кастилія-і-Леон, у провінції Сеговія. Населення — 2921 особа (2010).
Муніципалітет розташований на відстані близько 65 км на північний захід від Мадрида, 4 км на схід від Сеговії.
На території муніципалітету розташовані такі населені пункти: (дані про населення за 2010 рік)
- Сан-Кристобаль-де-Сеговія: 2891 особа
- Урбанісасьйон-ель-Террадільйо: 30 осіб
- Урбанісасьйон-Монтекорредорес: 0 осіб

## Демографія
Динаміка населення (INE ):